# ポール・ジュエル
ポール・ジュエル（Paul Jewell, 1964年9月28日 - ）は、イングランド出身のサッカー選手、サッカー指導者。

## 来歴
選手のときはリヴァプールFCでキャリアを積み始め、後にウィガンへ移籍し通算35ゴールを記録。そしてブラッドフォード・シティへ移籍してそこでは56ゴールをあげ、ストライカーとして活躍。
1998年に古巣ブラッドフォードの監督に就任。クラブを史上初のFAプレミアリーグ昇格へと導く。その1999/2000シーズンは降格圏を彷徨うが、最終節でリヴァプールを下して、奇跡の残留を決める。が、シーズン終了後に監督を辞任し、翌2000/01シーズンはシェフィールド・ウェンズデイを指揮。プレミア復帰を目指すも失敗に終わり、2001/2002シーズンからはウィガン・アスレティックの監督となり、わずか4年で、ウィガンを2部からプレミアシップまで導き、余裕の残留（10位）リーグカップ準優勝を決めて成功している。2006/2007シーズン終了後に6年間率いたウィガンの監督を辞任した。
2007年11月よりダービー・カウンティの監督を務めた。2011年1月、ロイ・キーンの後任としてイプスウィッチ・タウンの監督に就任。

## エピソード
ウィガンがFLチャンピオンシップ在籍時に活躍していたネイサン・エリントンにバーミンガム・シティが興味を示したときに、ジュエルは「エリントンの価値は30億円を超える。この金額ならオファーを受ける」と、1部リーグの選手の移籍金としては考えられない金額を提示する。ウィガン躍進には、この選手が安定して非常に高い得点能力を見せ続けてきたことに大きく起因するため、クラブとして手放したくはなかったためと考えられる。

## タイトル

### 個人
- プレミアリーグ月間最優秀監督：2回（2005年9月、2005年10月）